# NGC 2022
NGC 2022 je planetna maglica u zviježđu Oriona.

## Amaterska promatranja
U teleskopu s promjerom objektiva od 20 cm (8 ″ ″, maglica izgleda kao mala svijetla mrlja.